# William H. Reynolds
William Henry Reynolds (* 14. Juni 1910 in Elmira, New York; † 16. Juli 1997 in South Pasadena, Kalifornien) war ein US-amerikanischer Filmeditor.

## Leben
Sein erster Film als Editor, 52nd Street, stammt aus dem Jahr 1937.
In seiner langjährigen Karriere arbeitete er mit den verschiedensten Regisseuren zusammen, darunter Francis Ford Coppola, Roman Polański und mehrere Male mit Robert Wise.
Für seinen Filmschnitt von Kanonenboot am Yangtse-Kiang erhielt er 1967 eine Oscarnominierung. Für Der Clou (1973) erhielt er nach Meine Lieder – meine Träume (1965) seinen zweiten Oscar für den Besten Schnitt. Insgesamt war er sieben Mal für die Trophäe nominiert. Zudem gewann er drei Mal den von den American Cinema Editors vergebenen Eddie Award. Im Jahr 1991 wurde er von der Organisation mit dem Career Achievement Award ausgezeichnet.
An dem Western Heaven’s Gate aus dem Jahr 1980 war er neben seiner Tätigkeit als Editor auch als ausführender Produzent beteiligt.

## Filmografie (Auswahl)
- 1938: Algiers
- 1941: So Ends Our Night
- 1942: Nacht im Hafen (Moontide)
- 1947: Karneval in Costa Rica (Carnival in Costa Rica)
- 1948: Straße ohne Namen (The Street with No Name)
- 1949: Der Liebesprofessor (Mother Is a Freshman)
- 1949: …und der Himmel lacht dazu (Come to the Stable)
- 1951: Froschmänner (The Frogmen)
- 1951: Okinawa (Halls of Montezuma)
- 1951: Der Tag, an dem die Erde stillstand (The Day the Earth Stood Still)
- 1952: Die Feuerspringer von Montana (Red Skies of Montana)
- 1952: Die Frau des Banditen (The Outcasts of Poker Flat)
- 1953: Das Höllenriff (Beneath the 12-Mile Reef)
- 1954: Drei Münzen im Brunnen (Three Coins in the Fountain)
- 1954: Désirée
- 1955: Daddy Langbein (Daddy Long Legs)
- 1955: Alle Herrlichkeit auf Erden (Love is a Many Splendored Thing)
- 1956: Es gibt immer ein Morgen (There’s Always Tomorrow)
- 1956: Bus Stop
- 1956: Karussell (Carousel)
- 1957: Der Flug zur Hölle (The Land Unknown)
- 1959: Der Zwang zum Bösen (Compulsion)
- 1959: Die Krone des Lebens (Beloved Infidel)
- 1961: Fanny
- 1961: Zärtlich ist die Nacht (Tender is the Night)
- 1962: Taras Bulba
- 1963: Könige der Sonne (Kings of the Sun)
- 1965: Meine Lieder – meine Träume (The Sound of Music)
- 1966: Derek Flint schickt seine Leiche (Our Man Flint)
- 1966: Kanonenboot am Yangtse-Kiang (The Sand Pebbles)
- 1968: Star!
- 1969: Hello, Dolly!
- 1970: Die große weiße Hoffnung (The Great White Hope)
- 1971: Was ist denn bloß mit Helen los? (What’s the Matter with Helen?)
- 1972: Der Pate (The Godfather)
- 1973: Der Clou (The Sting)
- 1975: Der Rächer von Kalifornien (The Master Gunfighter)
- 1977: Am Wendepunkt (The Turning Point)
- 1979: Ich liebe dich – I Love You – Je t’aime (A Little Romance)
- 1980: Heaven’s Gate
- 1983: Dotterbart (Yellowbeard)
- 1984: Ein Single kommt selten allein (The Lonely Guy)
- 1986: Piraten (Pirates)
- 1987: Ishtar
- 1989: Rooftops – Dächer des Todes (Rooftops)
- 1990: Filofax – Ich bin du und du bist nichts (Taking Care of Business)
- 1992: Newsies – Die Zeitungsjungen (Newsies)